# 3D-ручка

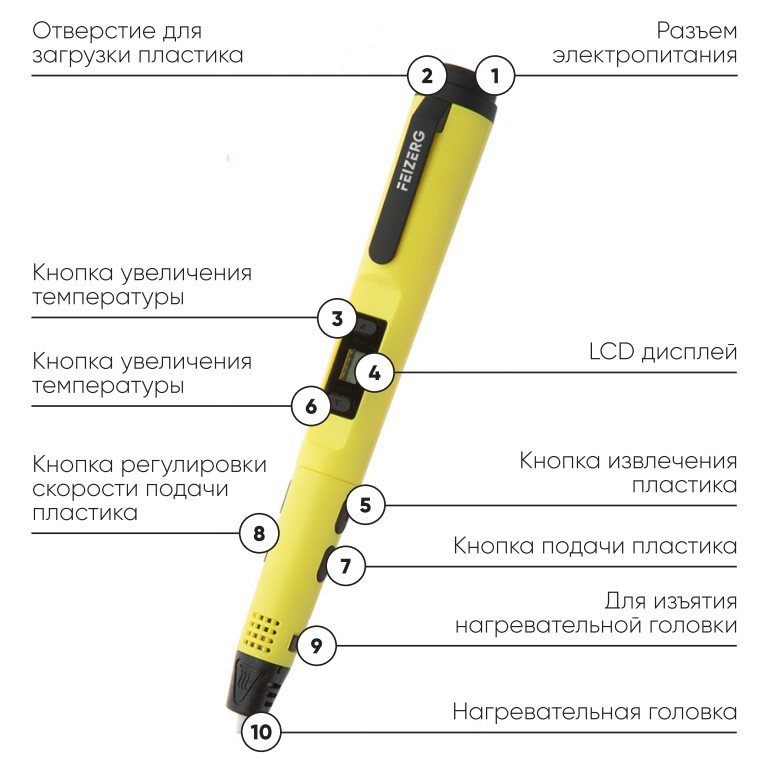
Внешний вид современной 3D-ручки и описание функций кнопок управления

3D-ручка — инструмент для рисования пластиком, позволяющий создавать трёхмерные объекты. Используется для творчества, развивающих занятий с детьми, коррекции изделий, напечатанных с помощью 3D-принтера, и мелкого бытового ремонта пластиковых предметов. Благодаря распространению 3D-ручек появился новый вид искусства – 3D pen art (перевод: искусство, созданное с помощью 3D-ручки).

## История
Первая в мире 3D-ручка, получившая название 3Doodler, была разработана американской компанией WobbleWorks. Идея пришла в голову основателям компании, Максу Боугу и Питеру Дилворту, когда сломался 3D-принтер и потребовалось заделать брешь в напечатанной модели. Инженеры создали прототип ручки, рисующей пластиком, и представили свой проект на Kickstarter в 2013 году с целью собрать 30 000 долларов для начала производства. В результате краудфандинга удалось привлечь 2,3 миллиона долларов, что стало свидетельством большого интереса аудитории к проекту.
После успеха 3Doodler на рынке стали появляться 3D-ручки других производителей.

## Виды 3D-ручек
По принципу работы 3D-ручки разделяются на два вида: «горячие» и «холодные».

### «Горячие» 3D-ручки

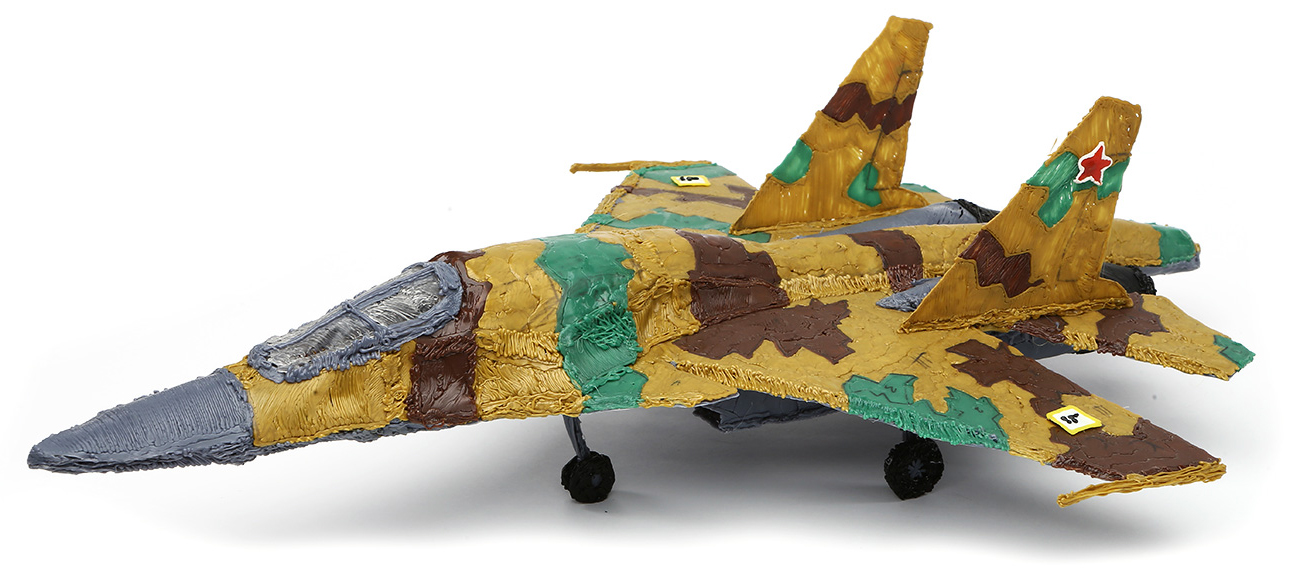
Поделка, созданная «горячей» 3D-ручкой

«Горячие» ручки заправляются термопластиком, который поставляется в виде прутков или катушек нитей. В верхней части корпуса 3D-ручки располагается отверстие, в которое вставляется пластик. Встроенный механизм автоматически подводит пластик к экструдеру, где он нагревается и подается в горячем виде через сопло. Расплавленный пластик способен принимать любую форму, а затем быстро застывает.
Основные элементы «горячей» 3D-ручки: сопло, механизм подачи пластиковой нити, нагревательный элемент, вентилятор для охлаждения верхней части сопла и ручки в целом, микроконтроллер для управления работой вентилятора, механизма подачи и нагревательного элемента. Для работы «горячей» 3D-ручки требуется электропитание (как правило, используются обычные блоки питания с преобразователем напряжения 12 В).
Подача материала осуществляется при нажатии соответствующей кнопки. Некоторые модели оснащаются регулятором скорости подачи пластика, регулятором температуры нагрева и дисплеем, на котором отображается информация о выбранном режиме.
Во многих 3D-ручках есть кнопка реверса, которая позволяет легко извлекать пластиковую нить из ручки.
К преимуществам «горячих» 3D-ручек относятся небольшой вес, компактность, простота использования, прочность поделок, доступная стоимость расходных материалов. В качестве недостатков пользователи отмечают наличие проводов и нагревание сопла ручки до высокой температуры.

### «Холодные» 3D-ручки
Принцип действия «холодной» 3D-ручки основан на экструзии жидкой фотополимерной смолы, затвердевающий на выходе под воздействием ультрафиолетового излучателя. В таком устройстве нет нагревательных элементов, и материал для рисования не имеет высокой температуры. Гаджет работает без проводов, энергопотребление происходит за счет встроенного аккумулятора. В ручку вставляется картридж с жидким полимером. Для большинства «холодных» 3D-ручек доступны разные виды смол: обычные, эластичные, магнитные, светящиеся, меняющие цвет в зависимости от температуры и даже чернила для бодиарта.
Первой в мире 3D-ручкой, работающей по технологии фотополимеризации, стал бренд CreoPop.
К преимуществам «холодных» 3D-ручек относят отсутствие горячих элементов, бесшумность, работа без проводов, возможность использования большого количества фотополимерных смол с различными свойствами. Среди недостатков – высокая стоимость ручки и материалов, хрупкость поделок.

## Расходные материалы
Основные материалы, используемые в работе 3D-ручек нагревательного типа, — пластики ABS и PLA.

### Пластик ABS
В основе полимера ABS — соединения, получаемые из нефти. Он не подвержен разложению, очень прочен и поэтому стал наиболее распространённым материалом для 3D-печати.
К преимуществам относятся:
- застывает при температуре 100-110 градусов;
- высокая механическая прочность;
- глянцевая поверхность. Этот полимер при затвердевании имеет высокий уровень глянца, что делает изделия или макеты из него более привлекательными;
- возможность вторичного использования. При утилизации пластик ABS перерабатывается без потери своих основных свойств;
- возможность легкой обработки. Уже готовое изделие, созданное с помощью 3D-ручки, можно в случае необходимости дополнительно обработать, например, отшлифовать.

К недостаткам материала относится легкий специфический запах при нагревании, поэтому его использование рекомендуется в проветриваемых помещениях.

### Пластик PLA
Пластик PLA — органический, биоразлагаемый полилактид, произведенный на основе сахарного тростника или кукурузы.
В отрасли 3D-печати пластик PLA нашел широкое применение благодаря своим свойствам:
- плавится при температуре 160–180 градусов;
- не нуждается в охлаждении;
- подходит для рисования на различных поверхностях, хорошо держится на ткани;
- при нагревании не выделяет вредных веществ и не имеет запаха, поэтому безопасен для детей;
- практически не подвержен естественной усадке и деформации.

Основной недостаток пластика PLA — это недолговечность изготовленных из него предметов. Изделия из этого полимера уже через год начинает постепенно распадаться. Второй существенный недостаток — это повышенная хрупкость, поэтому данный тип пластика рекомендуется для опытных пользователей 3D-ручек.

### Другие материалы для 3D-ручек нагревательного типа

#### EMT
Расплавляется при низкой температуре (60°С). Более прочен, чем пластик PLA, и не обладает выраженным запахом при нагревании, в отличие от пластика ABS, однако отличается большей стоимостью.

#### Flexy
Плавится при тех же температурах от 200 до 225 градусов, однако после охлаждения сохраняет гибкость и пластичность — усталостная прочность выше. Подойдет для создания чехлов, кошельков, покрышек игрушечных автомобилей.
3D-ручки могут быть совместимы и с другими материалами: поликарбонатом, нейлоном и т. д. Для этого требуется возможность точного регулирования температуры нагрева материала, что приводит к существенному удорожанию 3D-ручки.

## Вопросы безопасности
3D-ручки нагревательного типа являются электроприборами, поэтому работать с ними можно только после изучения инструкции по эксплуатации. Поскольку 3D-ручки нагревательного типа имеют горячие элементы, при обращении с ними требуются определённые меры предосторожности. Во время работы с данным оборудованием дети должны быть под присмотром взрослых.
3D-ручки, работающие по технологии фотополимеризации, позиционируются как безопасные за счет отсутствия горячих элементов, однако их использование также требует соблюдения мер предосторожности. Поскольку застывание материала происходит под воздействием ультрафиолета, вредного для глаз, необходимо делать перерывы в работе и строго следовать инструкциям производителей.